# ژان پاسکال یائو
ژان پاسکال یائو (انگلیسی: Jean-Pascal Yao؛ زادهٔ ۱۳ ژانویهٔ ۱۹۷۷) بازیکن فوتبال اهل فرانسه است.
از باشگاه‌هایی که در آن بازی کرده‌است می‌توان به باشگاه فوتبال سن-اتین و باشگاه فوتبال نیم المپیک اشاره کرد.